# Lars-Göran Petrov
Lars-Göran Petrov, također poznatiji kao L-G i LG Petrov, (Stockholm, Švedska, 17. veljače 1972. – ?, 7. ožujka 2021.) bio je švedski pjevač. Najpoznatiji je kao član death metal sadtava Entombed.

## Karijera
Petrov je počeo glazbenu karijeru kao bubnjar švedskog ekstremnog metal sastava Morbid gdje je pjevao Per Yngwe "Dead" Ohlin, pjevač sastava Mayhem.
Pridružio se sastavu Nihilist koji je postao Entombed. Godine 1991. Petrov je izbačen iz Entombeda jer je prišao djevojci Entombedovog bubnjara, Nickea Anderssona. Godine 1992. vratio se u Entombed. Iste godine također je pjevao na albumu Megatrends in Brutality, debitanskom albumu švedskog death metal sastava Comecon.
Godine 2014. Petrov je s Olleom Dahlstedtom, Nicom Elgstrandom i Victorom Brandtom osnovao sastav Entombed A.D. nakon pravne bitke s gitaristom Alexom Hellidom oko imena Entombed.
Od 2012. sve do njegov smrti bio je glavni pjevač death metal sastava Firespawn, gdje je također svirao Victor Brandt. ali i članovi sastava kao što Necrophobic, Unleashed i Dark Funeral.

## Stil i uzori
Metal Hammer opisao je glas Petrova kao "posve nepogrešivo, grgljanje čaše, nerazgivjetno podrigivanje" kao što "usitnjavanje grla". Jesse Leach is skupine Killswitch Engage opisao je glas Petrova kao "sirova nerafinirana brutalnost".
Petrov je govorio o svom ranijem divljenju britanskim sastavima heavy metala (npr. Iron Maiden) i black metala (npr. Bathory, Mercyful Fate) i thrash metala (npr. Voivod).

## Osobni život i smrt
Petrov je makedonskog podrijetla.
Dana 9. kolovoza 2020. Petrov je na svojoj GoFundMe stranici javni objavio da se bori s neizlječivim oblikom raka žučnih vodova. Dana 8. ožujka 2021., Entombed A.D. je na Facebooku objavio da je Petrov preminuo.

## Diskografija
Entombed
- Left Hand Path (1990.)
- Wolverine Blues (1993.)
- DCLXVI: To Ride Shoot Straight and Speak the Truth (1997.)
- Same Difference (1998.)
- Uprising (2000.)
- Morning Star (2001.)
- Inferno (2003.)
- Serpent Saints (The Ten Amendments) (2007.)

Entombed A.D.
- Back to the Front (2014.)
- Dead Dawn (2016.)
- Bowels of Earth (2019.)

Firespawn
- Shadow Realms (2015.)
- The Reprobate (2017.)
- Abominate (2019.)

Allegiance
- Sick World (1989.)

Comecon
- Megatrends in Brutality (1992.)

Morbid
- December Moon (1987., Demo)
- Last Supper (1987., Demo)
- Live in Stockholm (2000.)
- Death Execution III (2001.)
- Ancient Morbidity (2010., EP)

Nihilist
- Only Shreds Remain (1989., Demo)
- Drowned (1989., Demo)
- Nihilist (1987–1989) (2005.)